# Prémios Screen Actors Guild 2025
Os Prémios Screen Actors Guild 2025 (no original em inglês 31st Screen Actors Guild Awards) foi o 31.º evento promovido pelo sindicato americano SAG-AFTRA onde foram premiados os melhores atores e atrizes e também elencos em cinema e televisão de 2024.

## Cerimónia
A cerimónia de entrega dos prémios foi realizada em 23 de fevereiro de 2025 no Shrine Auditorium em Los Angeles.
A atriz Kristen Bell foi a anfitriã pela segunda vez (desde a cerimónia de 2018) e a transmissão do evento feita em direto pela Netflix.

### Apresentadores
As seguintes individualidades foram anunciadas para a apresentação dos prémios nas diferentes categorias:
- Julia Louis-Dreyfus
- Ariana Grande
- Ayo Edebiri
- Bowen Yang
- Colin Farrell
- Colman Domingo
- Cynthia Erivo
- David Duchovny
- Drew Starkey
- Edward Norton
- Elle Fanning
- Fran Drescher
- Gillian Anderson
- Harrison Ford
- Isabella Rossellini
- Jack Quaid
- Jamie Lee Curtis
- Jessica Williams
- Jodie Foster
- Joey King
- John Lithgow
- Keke Palmer
- Keri Russell
- Kerry Washington
- Kumail Nanjiani
- Lily Gladstone
- Lisa Kudrow
- Marissa Bode
- Mark Eydelshteyn
- Max Greenfield
- Michelle Yeoh
- Mikey Madison
- Millie Bobby Brown
- Molly Shannon
- Monica Barbaro
- Pamela Anderson
- Quinta Brunson
- Ralph Fiennes
- Selena Gomez
- Sergio Castellitto
- Timothée Chalamet
- Yura Borisov
- Zoe Saldaña
- Zooey Deschanel

## PrémioScreen Actors Guild Life Achievement
Em 17 de outubro de 2024, foi anunciado Jane Fonda como homenageada com o Prémio Screen Actors Guild Life Achievement.

## Vencedores e nomeados
As nomeações nas diversas categorias estavam programadas para serem anunciadas ao vivo em 8 de janeiro de 2025 mas foram canceladas devido à série de incêndios devastadores e a decorrer no sul do estado da Califórnia. Optou-se então pelo anúncio via comunicado de imprensa e igualmente no sítio oficial.

### Cinema
| Melhor Ator principal | Melhor Atriz principal |
| --- | --- |
| - Timothée Chalamet – A Complete Unknown como Bob Dylan - Adrien Brody – The Brutalist como László Tóth - Daniel Craig – Queer como William Lee - Colman Domingo – Sing Sing como John "Divine G." Whitfield - Ralph Fiennes – Conclave como Cardeal Thomas Lawrence | - Demi Moore – The Substance como Elisabeth Sparkle - Pamela Anderson – The Last Showgirl como Shelly - Cynthia Erivo – Wicked como Elphaba Thropp - Karla Sofía Gascón – Emilia Pérez como Emilia Pérez / Juan "Manitas" Del Monte - Mikey Madison – Anora como Anora "Ani" Mikheeva |
| | |
| Melhor Ator secundário | Melhor Atriz secundária |
| - Kieran Culkin – A Real Pain como Benji Kaplan - Jonathan Bailey - Wicked como Fiyero Tigelaar - Yura Borisov – Anora como Igor - Edward Norton – A Complete Unknown como Pete Seeger - Jeremy Strong – The Apprentice como Roy Cohn | - Zoe Saldaña – Emilia Pérez como Rita Mora Castro - Monica Barbaro - A Complete Unknown como Joan Baez - Jamie Lee Curtis - The Last Showgirl como Annette - Danielle Deadwyler - The Piano Lesson como Berniece Charles - Ariana Grande – Wicked como Galinda Upland                |
| | |
| Melhor Elenco | |
| - Conclave - Sergio Castellitto, Ralph Fiennes, John Lithgow, Lucian Msamati, Isabella Rossellini, Stanley Tucci - A Complete Unknown - Monica Barbaro, Norbert Leo Butz, Timothée Chalamet, Elle Fanning, Dan Fogler, Will Harrison, Eriko Hatsune, Boyd Holbrook, Scoot McNairy, Big Bill Morganfield, Edward Norton - Anora - Yura Borisov, Mark Eydelshteyn, Karren Karagulian, Mikey Madison, Aleksei Serebryakov, Vache Tovmasyan - Emilia Pérez - Karla Sofía Gascón, Selena Gomez, Adriana Paz, Zoe Saldaña - Wicked - Jonathan Bailey, Marissa Bode, Peter Dinklage, Cynthia Erivo, Jeff Goldblum, Ariana Grande, Ethan Slater, Bowen Yang, Michelle Yeoh | |
| | |
| Melhor Elenco de Duplos | |
| - The Fall Guy - Deadpool & Wolverine - Dune: Part Two - Gladiator II - Wicked | |

#### Filmes com múltiplas nomeações
| Nomeações | Filme              |
| --------- | ------------------ |
| 5         | Wicked             |
| 4         | A Complete Unknown |
| 3         | Anora              |
| 3         | Emilia Pérez       |
| 2         | Conclave           |
| 2         | The Last Showgirl  |

### Televisão
| Melhor Ator em minissérie ou filme para televisão | Melhor Atriz em minissérie ou filme para televisão |
| --- | --- |
| - Colin Farrell – The Penguin como Oswald "Oz" Cobb / Pinguim - Javier Bardem – Monsters: The Lyle and Erik Menendez Story como José Menendez - Richard Gadd – Baby Reindeer como Donny Dunn - Kevin Kline – DISCLAIMER* como Stephen Brigstocke - Andrew Scott – Ripley como Tom Ripley | - Jessica Gunning – Baby Reindeer como Martha Scott - Kathy Bates – The Great Lillian Hall como Edith Wilson - Cate Blanchett – DISCLAIMER* como Catherine Ravenscroft - Jodie Foster – True Detective: Night Country como Liz Danvers - Lily Gladstone - Under the Bridge como Cam Bentland - Cristin Milioti – The Penguin como Sofia Gigante |
| | |
| Melhor Ator em série dramática | Melhor Atriz em série dramática |
| - Hiroyuki Sanada – Shōgun como Yoshii Toranaga - Tadanobu Asano – Shōgun como Kashigi Yabushige - Jeff Bridges - The Old Man como Dan Chase - Gary Oldman – Slow Horses como Jackson Lamb - Eddie Redmayne – The Day of the Jackal como "O Chacal" | - Anna Sawai – Shōgun como Toda Mariko - Kathy Bates – Matlock como Madeline Matlock - Nicola Coughlan - Bridgerton como Penelope Featherington - Allison Janney – The Diplomat como Vice-presidente Grace Penn - Keri Russell – The Diplomat como Kate Wyler                                                                                   |
| | |
| Melhor Ator em série de comédia | Melhor Atriz em série de comédia |
| - Martin Short – Only Murders in the Building como Oliver Putnam - Adam Brody – Nobody Wants This como Noah Roklov - Ted Danson – A Man on the Inside como Charles Nieuwendyk - Harrison Ford – Shrinking como Paul - Jeremy Allen White – The Bear como Carmen "Carmy" Berzatto | - Jean Smart – Hacks como Deborah Vance - Kristen Bell – Nobody Wants This como Joanne - Quinta Brunson – Abbott Elementary como Janine Teagues - Liza Colón-Zayas – The Bear como Tina - Ayo Edebiri – The Bear como Sydney Adamu |
| | |
| Melhor Elenco em série dramática | |
| - Shōgun - Shinnosuke Abe, Tadanobu Asano, Tommy Bastow, Takehiro Hira, Moeka Hoshi, Hiromoto Ida, Cosmo Jarvis, Hiroto Kanai, Yuki Kira, Takeshi Kurokawa, Fumi Nikaido, Tokuma Nishioka, Hiroyuki Sanada, Anna Sawai - Bridgerton - Geraldine Alexander, Victor Alli, Adjoa Andoh, Julie Andrews, Lorraine Ashbourne, Simone Ashley, Jonathan Bailey, Joe Barnes, Joanna Bobin, James Bryan, Harriet Cains, Bessie Carter, Genevieve Chenneour, Dominic Coleman, Nicola Coughlan, Kitty Devlin, Hannah Dodd, Daniel Francis, Ruth Gemmell, Rosa Hesmondhalgh, Sesley Hope, Florence Hunt, Martins Imhangbe, Molly Jackson-Shaw, Claudia Jessie, Lorn Macdonald, Jessica Madsen, Emma Naomi, Hannah New, Luke Newton, Caleb Obediah, James Phoon, Vineeta Rishi, Golda Rosheuvel, Hugh Sachs, Banita Sandhu, Luke Thompson, Will Tilston, Polly Walker, Anna Wilson-Jones, and Sophie Woolley - The Day of the Jackal - Khalid Abdalla, Jon Arias, Nick Blood, Úrsula Corberó, Charles Dance, Ben Hall, Chukwudi Iwuji, Patrick Kennedy, Puchi Lagarde, Lashana Lynch, Eleanor Matsuura, Jonjo O'Neill, Eddie Redmayne, Sule Rimi, Lia Williams - The Diplomat - Ali Ahn, Sandy Amon-Schwartz, Tim Delap, Penny Downie, Ato Essandoh, David Gyasi, Celia Imrie, Rory Kinnear, Pearl Mackie, Nana Mensah, Graham Miller, Keri Russell, Rufus Sewell, Adam Silver, Kenichiro Thomson - Slow Horses - Ruth Bradley, Tom Brooke, James Callis, Christopher Chung, Aimee-Ffion Edwards, Rosalind Eleazar, Sean Gilder, Kadiff Kirwan, Jack Lowden, Gary Oldman, Jonathan Pryce, Saskia Reeves, Joanna Scanlan, Kristin Scott Thomas, Hugo Weaving, Naomi Wirthner, Tom Wozniczka | |
| | |
| Melhor Elenco em série de comédia | |
| - Only Murders in the Building - Michael Cyril Creighton, Zach Galifianakis, Selena Gomez, Richard Kind, Eugene Levy, Eva Longoria, Steve Martin, Kumail Nanjiani, Molly Shannon, Martin Short - Abbott Elementary - Quinta Brunson, William Stanford Davis, Janelle James, Chris Perfetti, Sheryl Lee Ralph, Lisa Ann Walter, Tyler James Williams - The Bear - Lionel Boyce, Liza Colón-Zayas, Ayo Edebiri, Abby Elliott, Edwin Lee Gibson, Corey Hendrix, Matty Matheson, Ebon Moss-Bachrach, Ricky Stafffieri, Jeremy Allen White - Hacks - Rose Abdoo, Carl Clemons-Hopkins, Paul W. Downs, Hannah Einbinder, Mark Indelicato, Jean Smart, Megan Stalter - Shrinking - Harrison Ford, Brett Goldstein, Devin Kawaoka, Gavin Lewis, Wendie Malick, Lukita Maxwell, Ted McGinley, Christa Miller, Jason Segel, Rachel Stubington, Luke Tennie, Michael Urie, Jessica Williams | |
| | |
| Melhor Elenco de Duplos | |
| - Shōgun - The Boys - Fallout - House of the Dragon - The Penguin | |

#### Séries com múltiplas nomeações
| Nomeações | Série                        |
| --------- | ---------------------------- |
| 5         | Shōgun                       |
| 3         | The Bear                     |
| 3         | The Diplomat                 |
| 3         | The Penguin                  |
| 2         | Baby Reindeer                |
| 2         | Bridgerton                   |
| 2         | The Day of the Jackal        |
| 2         | DISCLAIMER*                  |
| 2         | Hacks                        |
| 2         | Nobody Wants This            |
| 2         | Only Murders in the Building |
| 2         | Shrinking                    |
| 2         | Slow Horses                  |